# Thabana Ntlenyana
De Thabana Ntlenyana (Zuid-Sotho voor "Prachtige kleine berg") is het hoogste punt van Lesotho en Zuidelijk Afrika. Het ligt in het Drakensbergengebergte, ten noorden van de Sanipas. De berg is 3.482 meter hoog.
De berg ligt in het oosten van het land en kan alleen via de Sanipas bereikt worden. De oosthelling ligt nog in Zuid-Afrika, maar de top ligt geheel in Lesotho.